# وینس استیپلز
وینسنت جمال استیپلز (انگلیسی: Vincent Jamal Staples؛ زادهٔ ۲ ژوئیه ۱۹۹۳) رپر، ترانه‌پرداز، بازیگر و کمدین آمریکایی است.